# Derrynablaha

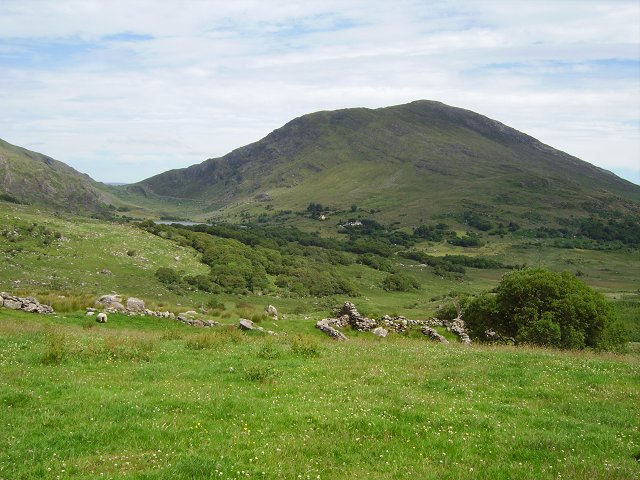
Die Ruine von Derrynablaha

Die Felsritzungen von Derrynablaha (irisch Doire na Blátha) liegen im Kealduff Valley auf der Iveragh-Halbinsel im County Kerry in Irland, etwa 13 km östlich des Dorfes Sneem. Es handelt sich um eine Anzahl von verstreuten Aufschlüssen des örtlichen Sandsteins in der Nähe eines Sees, die in der Bronzezeit mit Felsritzungen versehen wurden. In der Nähe befindet sich eine Steinreihe.
Tafel 5 ist mit ihrer Fülle an unterschiedlichen Cup-and-Ring-Markierungen die bedeutendste. Auf zwei ihrer drei Niveaus zeigt sie Tassen und Ringe, einige mit vielen konzentrischen Ringen sowie bogenförmigen und geraden Rinnen.
Diese Motive sind auch in neolithischen Passage Tombs und an bronzezeitlichen Plätzen (auch außerhalb Irlands) gefunden worden. Das Fehlen nahegelegener, älterer Megalithanlagen verweist darauf, dass Derrynablaha zu den frühbronzezeitlichen Plätzen gehört.